# Valéry Vienneau
Valéry Vienneau (* 13. Oktober 1947 in Cap-Pelé) ist ein kanadischer Geistlicher und emeritierter römisch-katholischer Erzbischof von Moncton.

## Leben
Valéry Vienneau empfing am 29. August 1982 die Priesterweihe.
Papst Johannes Paul II. ernannte ihn am 3. Juli 2002 zum Bischof von Bathurst. Der Erzbischof von Moncton, André Richard CSC spendete ihm am 8. Oktober desselben Jahres die Bischofsweihe; Mitkonsekratoren waren François Thibodeau CIM, Bischof von Edmundston, und Joseph Faber MacDonald, Bischof von Saint John, New Brunswick.
Am 15. Juni 2012 wurde er von Papst Benedikt XVI. zum Erzbischof von Moncton ernannt und am 29. August desselben Jahres in das Amt eingeführt.
Papst Franziskus nahm am 8. Juni 2023 seinen altersbedingten Rücktritt an.